# Амундсен, Исак Хельстад
Исак Хельстад Амундсен (норв. Isak Helstad Amundsen; род. 14 октября 1999, Брённёйсунн, Нурланн) — норвежский футболист, защитник клуба «Молде».

## Карьера
Амундсен — воспитанник клуба «Брённёйсунн». В 2014 году дебютировал за основную команду в четвёртом дивизион Норвегии. Летом 2018 года перешел в академию клуба «Будё-Глимт». Свой первый профессиональный контракт подписал — 18 февраля 2020 года. Дебютировал в Элитсерии 1 июля 2020 года в матче против команды «Одд», в том же сезоне в месте с командой выиграл чемпионат. 3 ноября продлил контракт с «Будё-Глимт» до конца 2023 года.
6 апреля 2021 года перешел в «Тромсё» на правах аренды, до конца 2021 года. 9 ноября дебютировал в составе нового клуба, а 29 августа забил свой первый гол в высшем дивизионе Норвегии в ворота «Будё-Глимт». Всего за сезон в аренде сыграл 25 матчей и забил один гол.
В 2022 году продолжил выступать за «Будё-Глимт». В этом же году дебютировал в Еврокубках, 13 июля в матче первого квалификационного раунда Лиги чемпионов УЕФА против «КИ Клаксвик».30 августа 2022 года продлил контракт с «Будё-Глимт» до конца 2025 года.
В феврале 2024 года подписал четырехлетний контракт с «Молде». Дебютировал за клуб 1 апреля в матче Элитсерии против «Стрёмсгодсет».

## Статистика
| Выступление      | Выступление      | Выступление      | Лига | Лига | Кубок | Кубок | Еврокубки | Еврокубки | Итого | Итого |
| Клуб             | Лига             | Сезон            | Игры | Голы | Игры  | Голы  | Игры      | Голы      | Игры  | Голы  |
| ---------------- | ---------------- | ---------------- | ---- | ---- | ----- | ----- | --------- | --------- | ----- | ----- |
| Будё-Глимт       | Элитсерия        | 2020             | 10   | 0    | —     | —     | —         | —         | 10    | 0     |
| Будё-Глимт       | Итого            | Итого            | 10   | 0    | —     | —     | —         | —         | 10    | 0     |
| → Тромсё         | Элитсерия        | 2021             | 25   | 1    | —     | —     | —         | —         | 25    | 1     |
| → Тромсё         | Итого            | Итого            | 25   | 1    | —     | —     | —         | —         | 25    | 1     |
| Будё-Глимт       | Элитсерия        | 2022             | 14   | 2    | 3     | 0     | 10        | 0         | 27    | 2     |
| Будё-Глимт       | Элитсерия        | 2023             | 7    | 0    | 3     | 0     | 4         | 0         | 14    | 0     |
| Будё-Глимт       | Итого            | Итого            | 21   | 2    | 6     | 0     | 14        | 0         | 41    | 2     |
| Молде            | Элитсерия        | 2024             | 1    | 0    | —     | —     | —         | —         | 1     | 0     |
| Молде            | Итого            | Итого            | 1    | 0    | —     | —     | —         | —         | 1     | 0     |
| Всего за карьеру | Всего за карьеру | Всего за карьеру | 57   | 3    | 6     | 0     | 14        | 0         | 77    | 3     |

## Достижения
«Будё-Глимт»
- Чемпион Норвегии (2): 2020, 2023
- Финалист Кубка Норвегии (2): 2021/22, 2023